# Criconema annulifer
Criconema annulifer is een rondwormensoort uit de familie van de Criconematidae. De wetenschappelijke naam van de soort is voor het eerst geldig gepubliceerd in 1921 door de Man.